# Сазонов, Константин Александрович
Сазонов, Константин Александрович (укр. Сазонов Костянтин Олександрович, 28 декабря 1948, Полтава, Украина) — доктор технических наук, профессор, действительный член Академии строительства Украины, создатель первой в мире системы компьютерного графического пространственного проектирования.

## Биография

### Образование и научная деятельность
В 1975 г. закончил архитектурный факультет Полтавского инженерно-строительного института и был оставлен для преподавательской работы на кафедре начертательной геометрии и черчения. С первого курса занимался научной работой под руководством доцента этой кафедры А. П. Держака, которого с благодарностью вспоминает всю жизнь. В 1974 году на научной конференции в Киеве студент Сазонов продемонстрировал созданный им электромеханический прибор, который телескопической «рукой» рисовал перспективное изображение виртуального объекта. Его модель имитировалась в пространстве во время обведения ортогональных проекций объекта. Прибор имел довольно сложную электрическую схему, более ста деталей и шесть электродвигателей. За время обучения в институте Сазонов получил пять авторских свидетельств на изобретения.
В 1976 году поступил в аспирантуру Киевского инженерно-строительного института. Познакомился с возможностями ЭВМ и существующими графическими технологиями проектирования на ЭВМ трехмерных объектов. Все они базировались, как и столетия назад, на использовании ортогональных проекций. Перспективные изображения на экране графического дисплея в автоматизированном проектировании служили исключительно для проверки конструктивных, эстетичных и других качеств моделей будущих изделий и сооружений. В то время К. А. Сазонов вел поиск возможностей сделать перспективные изображения инструментом графического синтеза трехмерных объектов, а не только анализа. Эта идея определила направление его научной деятельности.
Началась разработка принципиально новой технологии синтеза трехмерных объектов — компьютерного графического пространственного проектирования. Созданные К. А. Сазоновым геометрические модели, математическое и программное обеспечение позволили ему разработать в конце 70-х годов первую в мире систему компьютерного графического пространственного проектирования, которой он дал название InteAr. Это позволило с помощью экранного курсора графически на перспективных изображениях создавать поверхности моделируемых объектов и выполнять их пространственное размещение. Система InteAr более чем на 10 лет опередила аналогичные разработки в других странах. В 80-е годы InteAr использовалась в более 100 проектных организациях архитектурно-строительного направления . На основе разработанной компьютерной технологии, реализованной в системе InteAr, в 1979 году К. Сазонов защитил кандидатскую диссертацию «Автоматизация проектирования архитектурных объектов на перспективных изображениях».
Дальнейшее развитие этой технологии позволило К. А. Сазонову защитить в Московском инженерно-строительном институте в 1988 году докторскую диссертацию «Диалоговое графическое пространственное проектирование». Это была первая докторская по автоматизации проектирования в архитектуре и строительстве на территории бывшего СССР. Основанная им компьютерная технология в наше время используется во многих системах компьютерного проектирования трехмерных объектов в разных странах. В последующие годы под руководством К. А. Сазонова были созданы системы компьютерного графического пространственного проектирования :
- InteAr — формообразование 3D объектов и их пространственного размещения,
- Int-tras — трассирование коммуникаций спутников,
- Karer — моделирование геологии и проектирование разработок железорудных карьеров
- Woody- конструирование корпусной мебели.

Тысячи фирм были или есть в наше время пользователями этих систем.
С 1978 года К. А. Сазонов — ассистент, старший преподаватель, доцент, профессор кафедры начертательной геометрии и компьютерной графики Киевского инженерно-строительного института.
В 2003 году создал и возглавил кафедру дизайна интерьера и мебели Киевского национального университета технологий и дизайна. Открыл новую для Украины специальность «Компьютерный дизайн интерьера и мебели». Профессор К. А. Сазонов лично преподает свои системы компьютерного графического пространственного проектирования.
В 2002 году выбран действительным членом Академии строительства Украины по отделению «Инновационная деятельность, информатика в строительном комплексе».
Профессор Сазонов подготовил 12 кандидатов и одного доктора технических наук. Автор 120 научных трудов, в том числе одного учебника и двух монографий. Член редколлегии четырёх научных изданий. Принимает участие в нескольких ГЭК в разных вузах. Член двух специализированных ученых советов по защите докторских диссертаций. Участвовал в двух всемирных научных конференциях по компьютерному моделированию. Руководил секцией компьютерной графики на 23 международных научных конференциях по компьютерному геометрическому моделированию, компьютерной графики, дизайну. Он является сопредседателем ежегодной Крымской международной научно-практической конференции: «Геометрическое и компьютерное моделирование, энергосбережение, экология, дизайн» .

## Семья
Профессор Сазонов отец Американской художницы и иллюстратора Наталии Сазоновой.